# Velika nagrada Avstralije 2010
Velika nagrada Avstralije 2010 je bila druga dirka Svetovnega prvenstva Formule 1 v sezoni 2010. Odvijala se je 28. marca 2010 na uličnem dirkališču Melbourne Grand Prix Circuit v Melbournu. Zmagal je Jenson Button, McLaren-Mercedes, drugo mesto je osvojil Robert Kubica, Renault, tretje pa Felipe Massa, Ferrari.
Na štartu je v rahlem dežju povedel Sebastian Vettel, Red Bull-Renault, ki je štartal z najboljšega štartnega položaja, v prvem ovinku pa sta rahlo trčila Jenson Button in Fernando Alonso, slednjega je zavrtelo in trčil je še v Michaela Schumacherja, ki je moral na menjavo prednjega krilca. Button je šel kot prvi v bokse po gume za suho stezo, med tem sta se dobro iz ozadja prebijala Lewis Hamilton in Alonso. V petindvajsetem krogu je odstopil do tedaj vodilni Vettel zaradi okvare zavor. Po postanku vseh vodilnih za gume za suho stezo je vodil Button pred Robertom Kubico in Hamiltonom. Med tem, ko Button, Kubica in oba Ferrarijeva dirkača, Alonso in Felipe Massa do konca dirke niso več menjali pnevmatik, pa so Hamilton, Mark Webber in Nico Rosberg pnevmatike zamenjali in proti koncu dirke skupaj ujeli četrtouvrščenega Alonsa. Krog pred koncem je Hamilton napadel Alonsa, ki ga je zaprl, pri tem pa je Webber trčil v Hamiltona in oba sta izgubila nekaj mest, na peto mesto pa je s tem prišel Rosberg. Med dobitnike točk so se uvrstili še Vitantonio Liuzzi, Rubens Barrichello in Schumacher.

## Rezultati

### Kvalifikacije
| Poz | Št | Dirkač             | Konstruktor          | 1. del   | 2. del   | 3. del   | Št. m. |
| --- | -- | ------------------ | -------------------- | -------- | -------- | -------- | ------ |
| 1   | 5  | Sebastian Vettel   | Red Bull-Renault     | 1:24,774 | 1:24,096 | 1:23,919 | 1      |
| 2   | 6  | Mark Webber        | Red Bull-Renault     | 1:25,286 | 1:24,276 | 1:24,035 | 2      |
| 3   | 8  | Fernando Alonso    | Ferrari              | 1:25,082 | 1:24,335 | 1:24,111 | 3      |
| 4   | 1  | Jenson Button      | McLaren-Mercedes     | 1:24,897 | 1:24,531 | 1:24,675 | 4      |
| 5   | 7  | Felipe Massa       | Ferrari              | 1:25,548 | 1:25,010 | 1:24,837 | 5      |
| 6   | 4  | Nico Rosberg       | Mercedes             | 1:24,788 | 1:24,788 | 1:24,884 | 6      |
| 7   | 3  | Michael Schumacher | Mercedes             | 1:25,351 | 1:24,871 | 1:24,927 | 7      |
| 8   | 9  | Rubens Barrichello | Williams-Cosworth    | 1:25,702 | 1:25,085 | 1:25,217 | 8      |
| 9   | 11 | Robert Kubica      | Renault              | 1:25,588 | 1:25,122 | 1:25,372 | 9      |
| 10  | 14 | Adrian Sutil       | Force India-Mercedes | 1:25,504 | 1:25,046 | 1:26,036 | 10     |
| 11  | 2  | Lewis Hamilton     | McLaren-Mercedes     | 1:25,046 | 1:25,184 |          | 11     |
| 12  | 16 | Sébastien Buemi    | Toro Rosso-Ferrari   | 1:26,061 | 1:25,638 |          | 12     |
| 13  | 15 | Vitantonio Liuzzi  | Force India-Mercedes | 1:26,170 | 1:25,743 |          | 13     |
| 14  | 22 | Pedro de la Rosa   | BMW Sauber-Ferrari   | 1:26,089 | 1:25,747 |          | 14     |
| 15  | 10 | Nico Hülkenberg    | Williams-Cosworth    | 1:25,866 | 1:25,748 |          | 15     |
| 16  | 23 | Kamui Kobajaši     | BMW Sauber-Ferrari   | 1:26,251 | 1:25,777 |          | 16     |
| 17  | 17 | Jaime Alguersuari  | Toro Rosso-Ferrari   | 1:26,095 | 1:26,089 |          | 17     |
| 18  | 12 | Vitalij Petrov     | Renault              | 1:26,471 |          |          | 18     |
| 19  | 19 | Heikki Kovalainen  | Lotus-Cosworth       | 1:28,797 |          |          | 19     |
| 20  | 18 | Jarno Trulli       | Lotus-Cosworth       | 1:29,111 |          |          | 20     |
| 21  | 24 | Timo Glock         | Virgin-Cosworth      | 1:29,592 |          |          | 21     |
| 22  | 25 | Lucas di Grassi    | Virgin-Cosworth      | 1:30,185 |          |          | 22     |
| 23  | 21 | Bruno Senna        | HRT-Cosworth         | 1:30,526 |          |          | 23     |
| 24  | 20 | Karun Čandok       | HRT-Cosworth         | 1:30,613 |          |          | 24     |

### Dirka
| Poz | Št | Dirkač             | Konstruktor          | Krogi | Čas/Odstop  | Št. m. | Toč |
| --- | -- | ------------------ | -------------------- | ----- | ----------- | ------ | --- |
| 1   | 1  | Jenson Button      | McLaren-Mercedes     | 58    | 1:33:36,531 | 4      | 25  |
| 2   | 11 | Robert Kubica      | Renault              | 58    | +12,034     | 9      | 18  |
| 3   | 7  | Felipe Massa       | Ferrari              | 58    | +14,488     | 5      | 15  |
| 4   | 8  | Fernando Alonso    | Ferrari              | 58    | +16,304     | 3      | 12  |
| 5   | 4  | Nico Rosberg       | Mercedes             | 58    | +16,683     | 6      | 10  |
| 6   | 2  | Lewis Hamilton     | McLaren-Mercedes     | 58    | +29,898     | 11     | 8   |
| 7   | 15 | Vitantonio Liuzzi  | Force India-Mercedes | 58    | +59,847     | 13     | 6   |
| 8   | 9  | Rubens Barrichello | Williams-Cosworth    | 58    | +1:00,536   | 8      | 4   |
| 9   | 6  | Mark Webber        | Red Bull-Renault     | 58    | +1:07,319   | 2      | 2   |
| 10  | 3  | Michael Schumacher | Mercedes             | 58    | +1:09,391   | 7      | 1   |
| 11  | 17 | Jaime Alguersuari  | Toro Rosso-Ferrari   | 58    | +1:11,301   | 17     |     |
| 12  | 22 | Pedro de la Rosa   | BMW Sauber-Ferrari   | 58    | +1:14,084   | 14     |     |
| 13  | 19 | Heikki Kovalainen  | Lotus-Cosworth       | 56    | +2 kroga    | 19     |     |
| 14  | 20 | Karun Čandok       | HRT-Cosworth         | 53    | +5 krogov   | 22     |     |
| Ods | 24 | Timo Glock         | Virgin-Cosworth      | 41    | Vzmetenje   | 23     |     |
| Ods | 25 | Lucas di Grassi    | Virgin-Cosworth      | 26    | Hidravlika  | 24     |     |
| Ods | 5  | Sebastian Vettel   | Red Bull-Renault     | 25    | Zavore      | 1      |     |
| Ods | 14 | Adrian Sutil       | Force India-Mercedes | 9     | Motor       | 10     |     |
| Ods | 12 | Vitalij Petrov     | Renault              | 9     | Zavrten     | 18     |     |
| Ods | 21 | Bruno Senna        | HRT-Cosworth         | 4     | Hidravlika  | 21     |     |
| Ods | 16 | Sébastien Buemi    | Toro Rosso-Ferrari   | 0     | Trčenje     | 12     |     |
| Ods | 10 | Nico Hülkenberg    | Williams-Cosworth    | 0     | Trčenje     | 15     |     |
| Ods | 23 | Kamui Kobajaši     | BMW Sauber-Ferrari   | 0     | Trčenje     | 16     |     |
| DNS | 18 | Jarno Trulli       | Lotus-Cosworth       | 0     | Hidravlika  | 20     |     |